# Rumpelsztyk (film 2009)
Rumpelsztyk (niem. Rumpelstilzchen) – niemiecki film familijny z 2009 roku, należący do cyklu filmów telewizyjnych Najpiękniejsze baśnie braci Grimm. Film jest adaptacją baśni braci Grimm pt. Titelitury. Zdjęcia kręcono na zamku Bürresheim (Nadrenia-Palatynat).

## Fabuła
Pewien młynarz nieopatrznie wmawia królowi, że jego córka potrafi zmienić słomę w złoto. Chciwy król wzywa do siebie dziewczynę, aby sprawdzić, czy to prawda. Grożąc jej i jej rodzinie, zamyka ją w wieży i każe w ciągu nocy wytworzyć złoto ze zgromadzonej słomy. Dziewczyna nie potrafi tego dokonać. Nieoczekiwanie odwiedza ją tajemniczy karzeł, który oferuje pomoc. Cena tej pomocy okazuje się wysoka. 

## Obsada
- Robert Stadlober: Rumpelstiltskin
- Julie Engelbrecht: Lisa, córka młynarza
- Gottfried John: król Gustav
- Kristian Kiehling: książę Moritz
- Alexa Maria Surholt: Minna
- Thomas Rudnick: młynarz Gisbert